# Штиллеровка
Штиллеровка (укр. Штіллерівка) — местность в Лычаковском районе города Львова. Находится между улицами Руставели, Скальной, площадью Петрушевича, Самойленко, Черешнева, Елены Пчилки.

## История
Название местности Штиллеровка происходит от фамилии владельца кирпичного завода имени Штиллера, расположенного неподалёку. Предприятие Штиллера существовало ещё в XIX веке. На Галицкой краевой выставке кирпичный завод имел собственный павильон.
С нечетной стороны улицы Святого Яцка территория, когда-то принадлежавшая австрийскому военному ведомству, в 1920—1930 -х годах была застроена домами для польских офицеров и чиновников. Тогда же проложены улицы Офицерскую, Черешневую, Елены Пчилки.